# Carisma (cristianesimo)
Il termine greco carisma (χάρισμα, "chárisma"; pronuncia italiana moderna: /kaˈrizma/, pronuncia aulica: /ˈkarizma/) deriva dal sostantivo χάρις, "cháris" («grazia»). Piuttosto raro nel greco profano, dove significa «dono», non è frequente nel Nuovo Testamento. Si ritrova solo nell'epistolario paolino e nella 1 Pietro 4,10.

È per pura assonanza invece che un'etimologia popolare vorrebbe accostare il termine "carisma" alla parola araba (in arabo ﻋﺼﻤـة‎?, ʿiṣma), che indica l'"infallibilità" di cui parla l'Islam riferendosi ai profeti biblici e, l'Islam sciita, con riferimento ai suoi Imam.

## Accezioni nelle lettere di Paolo
In alcuni passi paolini, "cárisma" indica la Salvezza di Dio manifestata in Gesù, il dono della vita eterna (Romani 6,23), della grazia (Romani 5,15). In questo caso, l'espressione sottolinea il carattere gratuito, libero, della rivelazione: Dio è colui che dà nella sua misericordia. Significato analogo ha anche il testo di  Romani 11,29, in cui si fa menzione dei doni di Dio, riferiti in particolar modo alla storia di Israele.
Caratteristico è però l'uso del termine in 1 Corinzi 12,4.28.30.31 e in Romani 12,6. In questo caso il càrisma non è la salvezza, ma il dono di una vita spesa al servizio dei fratelli. "Ciascuno metta al servizio degli altri il dono che ha ricevuto, come buoni amministratori della multiforme grazia di Dio", così scrive Pietro (1 Pietro 4,10).
Il dono della salvezza non diventa, nella fede, un possesso del singolo credente, un tesoro individuale, ma una fonte di doni. Il credente ha ricevuto il carisma della grazia per essere lui stesso in grado di dare.
Quali siano questi doni e questi servizi che il credente è chiamato a dare ai fratelli non è mai stabilito nel Nuovo Testamento in modo preciso e categorico. Paolo dà degli esempi, cita dei casi concreti in 1 Corinzi 12 e Romani 12: l'apostolato, le guarigioni, la profezia, la glossolalia, la stessa fede per indicare una gamma vastissima di possibilità di servizio. La stessa ampia accezione del termine si ritrova confrontando 1 Corinzi 7,7 e 1 Timoteo 4,14; nel primo caso "carisma" indica la condizione familiare in cui il credente si trova, matrimonio o celibato, nel secondo la specifica vocazione missionaria di Timoteo.
Il contesto in cui Paolo affronta questo problema è un contesto polemico: i Corinzi sono convinti del fatto che essi abbiano la salvezza solo perché il Signore vivente e presente durante il culto mediante il suo Spirito e che dia ai credenti doni particolari. Apprezzano però le manifestazioni più appariscenti ed eccezionali del culto, quali la glossolalia, perché sembrano dimostrare in modo eloquente la potenza dello Spirito. Il carisma è interpretato dai Corinzi come un dono visibile e straordinario.
Paolo intende correggere questa opinione dimostrando che i doni, cioè i carismi del Signore, sono molteplici, complementari, egualmente necessari. Lo stesso Spirito che si manifesta nei fenomeni estatici della glossolalia o nei miracoli si manifesta anche nell'apostolato e nelle opere della carità; il Signore che parla nel culto e nella Cena è lo stesso che ha chiamato al celibato l'apostolo e manifesta la sua volontà in questa scelta etica. Ogni carisma è un'espressione valida della potenza di Cristo, ma nessun carisma può pensare di essere il solo strumento dello Spirito o uno strumento privilegiato.
L'argomento di Paolo si fonda sull'esempio del corpo umano, nei due casi dei Romani e dei Corinzi, ma con due impostazioni leggermente diverse. Ai Romani l'apostolo ricorda che un corpo umano necessita di molte membra per assolvere la sua funzione, l'efficienza di un organismo vivente è determinata dalla concordia delle sue parti: "Siamo un solo corpo in Cristo" significa che siamo nella fede una unità organica di servizi. Nella polemica contro i Corinzi si trova un pensiero analogo, ma molto più ampio, che i carismi cioè sono le membra del corpo di Cristo. La vita e la potenza di Cristo si manifestano nel mondo nella realtà di una comunità concorde e legata dal vincolo dell'agape. Si manifestano però in modo pieno solo nell'unità e totalità dei carismi operanti in questa comunità.
L'apostolo di per sé, come il profeta, non può esprimere tutta la ricchezza e la potenza dell'opera di Cristo più di quanto un occhio e un orecchio possano esprimere la ricchezza di un corpo umano. L'espressione molto sintetica ed enigmatica del v. 27, "voi siete il corpo di Cristo", si riferisce alla comunità dei Corinzi ma non in quanto somma di credenti, sia pur riuniti nel nome di Cristo, ma alla somma dei doni, dei carismi, delle vocazioni di quella comunità. La chiesa non è corpo di Cristo in se stessa e di per sé: è tale solo in quanto sa coordinare le sue vocazioni ed i suoi carismi al servizio del Signore.
Oltre ai 7 doni dello Spirito Santo, Galati 5,18-23 elenca i nove frutti dello Spirito Santo: amore, gioia, pace, pazienza, benevolenza, bontà, mitezza, fedeltà, dominio di sé. I doni abilitano l'uomo all'eccellenza morale di figli di Dio, mentre i frutti sono la realizzazione pratica di questa eccellenza nella dimensione relazionale col Dio e il prossimo.

## Classificazione dei carismi

### Chiesa Cattolica
I doni dello Spirito Santo sono sette: sapienza, intelligenza, consiglio, fortezza, conoscenza, timor di Dio e pietà. I primi sei sono elencati in Isaia 11,2-3. La Septuaginta e la Vulgata portarono il numero a sette, che è un numero sacro e indica la pienezza dei doni dello Spirito Santo.
La sapienza è partecipazione della conoscenza di Dio (2 Cor 2,14). La conoscenza di Dio è scegliere ciò che è buono, a lui gradito e perfetto (Romani 22,2), e conoscere Gesù che a sua volta conosce e rivela il Padre. L'intelligenza indica l'apertura della mente al discernimento spirituale per decidere secondo lo Spirito del Figlio risorto (1 Cor 2,14-16). Il consiglio è la facoltà del discernimento spirituale vero e proprio, consiste nella determinazione dei progetti da realizzare e insieme alla virtù della prudenza conduce a scegliere il bene morale nelle situazioni concrete. Esso richiede la comunione con Dio padre che Gesù raggiungeva quando si ritirava in preghiera (Luca 22,42). La fortezza non indica l'attributo fisico della forza, bensì la forza d'animo, la capacità di permanere nel progetto prescelto verso Dio e verso il prossimo, di non arrendersi, di non deviare e di non stancarsi; è la coerenza filiale, la fermezza e resistenza di fronte al male e al peccato, conservando una gioia e un coraggio incrollabile per raggiungere beni difficili (Filippesi 4,13).
Due dei più importanti carismi sono il discernimento degli spiriti e la vita religiosa. Il discernimento degli spiriti è la facoltà di separare la verità dall'eresia, di riconoscere la tentazione del male (Giacomo 1.13), un falso profeta o un vero cristiano e in particolare di riconoscere fra i cristiani la nascita di un'autentica chiamata alla vocazione religiosa.

La Chiesa Cattolica, fra le altre chiese cristiane, afferma una teologia dogmatica, fondata sull'illuminazione dello Spirito Santo Dio che le conferisce il potere di discernere quelle verità di fede e di morale che in una data epoca non siano ancora state dimostrate dalle ragione come vere e necessarie, ovvero che non siano razionalmente dimostrabili.
Il potere di discernere una verità con certezza (charisma veritatis certum o carisma certo della verità) spetta esclusivamente ai vescovi in quanto successori degli apostoli che hanno ricevuto lo Spirito Santo nella solennità di Pentecoste. Il sensus fidelium, i segni dei tempi e l'opera dei teologi concorrono al discernimento della verità tutta intera cui lo Spirito Santo guida la Chiesa (Giovanni 16,13).
La vocazione religiosa è il carisma di vivere una piena e perfetta imitazione di Cristo nei voti di povertà, castità e obbedienza. In base all'ordine religioso di appartenenza, essi possono essere tutti compresenti, in conformità al secondo il radicalismo evangelico. Secondo Matteo 19.11 e Luca 6:38, i voti e la vita religiosa aprono le porte a una più profonda comprensione del mistero cristologico, non in virtù di una predestinazione, ma dell'assunzione libera di un maggiore impegno personale nel dono di sé a Dio, scelta alla quale corrisponde una maggiore dono della conoscenza di Lui.

### Altre chiese cristiane
La teologia si è impegnata per elencare e sistematizzare circa venti carismi, di seguito elencati:
1. Carismi legati alla preghiera:
  1. parlare in lingue d'angeli (glossolalia);
  2. parlare in lingue di uomini non conosciute dal soggetto (xenoglossia);
  3. cantare in lingue d'angeli;
  4. preghiera;
  5. lacrime.
2. Carismi legati alla proclamazione della Parola:
  1. esortazione;
  2. esortazione alla conversione;
  3. insegnamento;
  4. fede;
  5. profezia;
  6. interpretazione;
  7. trovare brani della Bibbia adatti al momento;
  8. visioni;
  9. sogni.
3. Carismi legati all'esercizio della carità:
  1. compassione;
  2. accoglienza;
  3. intercessione;
  4. guarigione.
4. Carismi legati alla guida spirituale:
  1. parola di conoscenza;
  2. parola di sapienza;
  3. discernimento degli spiriti;
  4. esorcismo;
  5. taumaturgia.

## Padri della Chiesa
L'esistenza di sette carismi è menzionata nel Dialogo con Trifone di san Giustino (87,2 con riferimento a Isaia 11,2-3). Lo stesso testo altrove (Dialogo 39,2) cita ulteriori carismi: intelligenza, consiglio, fortezza, timore di Dio, ma anche guarigione, un altro prescienza e insegnamento. Anche Ireneo di Lione accenna all'esistenza di carismi (glossolalia, profezia e guarigione, anche dai demoni) nella Chiesa vivente del suo tempo e dichiara che sono donato dallo Spirito Santo Dio (Adv. Haer. 5,6,1 e 2,32,4). Altri riferimenti sono presenti nella Didaché (11,7-8; 10,7) e Tertulliano (Adversus Marcionem 5,18,22).